# Pseudalsophis
Pseudalsophis is een geslacht van slangen uit de familie toornslangachtigen (Colubridae) en de onderfamilie Dipsadinae.

## Naam en indeling
De wetenschappelijke naam van de groep werd voor het eerst voorgesteld door Hussam Zaher, Felipe Gobbi Grazziotin, John Everett Cadle, Robert Ward Murphy, Julio Cesar de Moura Leite & Sandro Luis Bonatto in 2009. De slangen werden eerder aan andere geslachten toegekend, zoals Alsophis, Philodryas en Herpetodryas. Er zijn tien verschillende soorten, inclusief drie soorten die pas in 2018 voor het eerst werden beschreven.

## Verspreiding en habitat
Alle soorten komen voor in delen van oostelijk Zuid-Amerika en leven in de landen Ecuador, Peru, Chili. Vrijwel alle soorten komen endemisch voor op de Galapagoseilanden. De habitat bestaat uit droge tropische en subtropische bossen en scrublands, rotsige omgevingen en kustgebieden. Ook in door de mens aangepaste streken zoals landelijke tuinen kunnen de dieren worden aangetroffen.

## Beschermingsstatus
Door de internationale natuurbeschermingsorganisatie IUCN is aan zeven soorten een beschermingsstatus toegewezen. Drie soorten worden gezien als 'veilig' (Least Concern of LC) en drie soorten als 'gevoelig' (Near Threatened of NT). De soort Pseudalsophis slevini ten slotte wordt beschouwd als 'kwetsbaar' (Vulnerable of VU).

## Soorten
Het geslacht omvat de volgende soorten, met de auteur en het verspreidingsgebied.
| Naam                        | Auteur                                                                                             | Verspreidingsgebied         |
| --------------------------- | -------------------------------------------------------------------------------------------------- | --------------------------- |
| Pseudalsophis biserialis    | Günther, 1860                                                                                      | Ecuador (Galapagoseilanden) |
| Pseudalsophis darwini       | Zaher, Yánez-Muñoz, Rodrigues, Graboski, Machado, Altamirano-Benavides, Bonatto & Grazziotin, 2018 | Ecuador (Galapagoseilanden) |
| Pseudalsophis dorsalis      | Steindachner, 1876                                                                                 | Ecuador (Galapagoseilanden) |
| Pseudalsophis elegans       | Tschudi, 1845                                                                                      | Ecuador, Peru, Chili        |
| Pseudalsophis hephaestus    | Zaher, Yánez-Muñoz, Rodrigues, Graboski, Machado, Altamirano-Benavides, Bonatto & Grazziotin, 2018 | Ecuador (Galapagoseilanden) |
| Pseudalsophis hoodensis     | Van Denburgh, 1912                                                                                 | Ecuador (Galapagoseilanden) |
| Pseudalsophis occidentalis  | Van Denburgh, 1912                                                                                 | Ecuador (Galapagoseilanden) |
| Pseudalsophis slevini       | Van Denburgh, 1912                                                                                 | Ecuador (Galapagoseilanden) |
| Pseudalsophis steindachneri | Van Denburgh, 1912                                                                                 | Ecuador (Galapagoseilanden) |
| Pseudalsophis thomasi       | Zaher, Yánez-Muñoz, Rodrigues, Graboski, Machado, Altamirano-Benavides, Bonatto & Grazziotin, 2018 | Ecuador (Galapagoseilanden) |